# Scytodes kaokoensis
Scytodes kaokoensis là một loài nhện trong họ Scytodidae.
Loài này thuộc chi Scytodes. Scytodes kaokoensis được George Newbold Lawrence miêu tả năm 1928.